# The Silver Chalice
The Silver Chalice is een Amerikaanse film uit 1954 van regisseur Victor Saville met in de hoofdrollen Paul Newman en Pier Angeli.
De film is gebaseerd op de gelijknamige historische roman van Thomas B. Costain uit 1952 over een kunstenaar die een zilveren beker moet vervaardigen met de portretten van Jezus Christus en de apostelen.
The Silver Chalice was het debuut van Paul Newman maar betekende gelijktijdig ook bijna het einde van zijn filmcarrière. Hoewel de film het aanvankelijk niet slecht deed in de bioscopen, verdiende het de gemaakte enorme kosten van vierenhalf miljoen dollar niet terug en werd het al snel gezien als een flop. Er was veel kritiek op de film, met name op de decors en op het acteerwerk van Newman. De laatste deed ook publiekelijk afstand van de film bij de tv-première in 1966.

## Verhaal
Antiochië in het oude Syrië, anno 53 na Christus. De jonge Griek Ambrose wordt verkocht aan een rijke koopman. Ambrose werkt hard en leert het vak van zilversmid. Na een tijdje wordt hij verliefd op de jonge slavin Helena, die echter ontsnapt aan haar slavernij. De koopman besluit na een tijdje om Ambrose te adopteren als zijn zoon en geeft hem een nieuwe naam, Basil. Basil verliest echter zijn erfenis als de broer van zijn weldoener hem uit het testament schrapt en verkoopt als slaaf. Zijn kunsten als zilversmid vallen op en het is de evangelist Lukas die ervoor zorgt dat Basil zijn vrijheid terugkrijgt. Basil wordt christen en krijgt de opdracht van Lukas en Jozef van Arimathea om een zilveren beker te vervaardigen met de portretten van Jezus en de Apostelen. Hiervoor moet Basil naar allerlei plaatsen in de oude wereld reizen om de apostelen te ontmoeten en voor enige tijd met hen te leven. Op zijn reis ontmoet hij weer zijn oude liefde Helena, nu de minnares van de magiër Simon Magus. Basil is nog altijd verliefd op haar en probeert Helena voor zich te winnen. De zaken raken gecompliceerd als hij ook de mooie christin Deborra ontmoet die verliefd op hem wordt. Basil voelt zich aangetrokken tot Deborra, maar is nog altijd verliefd op Helena. Terwijl Basil worstelt met dit probleem krijgt hij ook te maken met  Simon de Magiër die de zilveren beker wil vernielen om een  eigen godsdienst te beginnen en de wonderen van Christus vervangen door hekserij. Basil moet nu kiezen tussen de heidense Helena, de minnares van zijn vijand, en de christelijke Deborra.

## Rolverdeling
| Acteur            | Personage           |
| ----------------- | ------------------- |
| Paul Newman       | Basil               |
| Pier Angeli       | Deborra             |
| Viginia Mayo      | Helena              |
| Jack Palance      | Simon Magus         |
| Alexander Scourby | Lukas               |
| Walter Hampden    | Jozef van Arimathea |
| Lorne Green       | Petrus              |
| Nathalie Wood     | Jonge Helena        |

## Achtergrond

### Voorgeschiedenis
Auteur Thomas B. Costain raakte geïnspireerd door de vondst bij Antiochië van een zilveren kelk uit de eerste eeuw. Costain zag gelijk mogelijkheden voor een verhaal over de heilige graal. De heilige graal is, volgens de overlevering, de schaal of beker zijn waarin het bloed van Christus is opgevangen bij zijn kruisiging, in andere verhalen is het de beker die gebruikt werd bij het Laatste Avondmaal waar volgens de overlevering het bloed van Christus werd opgevangen. Overigens wordt pas in de 12e eeuw over de heilige graal geschreven, in de ridderroman Perceval ou le Conte du Graal van Chrétien de Troyes. Volgens de overlevering zou de graal door Jozef van Arimathea in veiligheid zijn gebracht, al weet niemand waar. Dit verhaal inspireerde verscheidene verhalen zoals van de queeste van koning Arthur en Parzival. Er is echter weinig bekend over het ontstaan van de kelk en hoe het voorwerp in handen van Jozef van Arimathea kwam. Costain wilde deze leegte opvullen met zijn roman. Hoewel zijn boek fictie is, maakte hij gebruik van historische figuren als Simon Magnus, Lukas en Petrus. In het boek is de kelk een houder voor de beker die door Jezus is gebruikt tijdens het Laatste Avondmaal. Het boek was een bestseller in de VS in 1953 en stond van 7 september 1952 tot 8 maart 1953 op de eerste plaats van de New York Times-bestsellerslijst. Na 8 maart stond het boek nog vierenzestig weken op de lijst. Costain was een historicus en schrijver van fictie. In The Silver Chalice wist hij zijn talenten te bundelen. De filmwereld was direct geïnteresseerd. Gelijktijdig met het boek was ook The Robe in de bioscopen verschenen. Ook deze film handelde over fictieve gebeurtenissen gebaseerd op verhalen uit het Nieuwe Testament. In de jaren vijftig was de Bijbel sowieso een inspiratiebron, zoals valt te zien in films als, Samson and Delilah (1949), Quo Vadis (1951), Land of the Pharaohs (1955), The Prodigal (1955), The Ten Commandments (1956), en Ben-Hur (1959). Warner Brothers was er dan ook van overtuigd dat The Silver Chalice een kassucces ging worden.

### Acteurs
Aanvankelijk zou James Dean de rol van Basil spelen. Dean las het scenario, maar was niet onder de indruk. Na overleg met zijn manager besloot hij de rol te weigeren. Vervolgens kwam Paul Newman voor het voetlicht. Newman had al de nodige ervaring op toneel en had een aantal rolletjes gedaan voor televisie. Samen met James Dean deed hij auditie voor de film East of Eden. Dean voor de rol van Cal Trask en Newman voor de rol van Aron Trask. Dean werd aangenomen, maar Newman werd afgewezen. Warner Brothers contracteerde hem vervolgens voor The Silver Chalice.

### Decors
Warner Brothers had een groot budget uitgetrokken voor de opnames. Uiteindelijk zou het bedrag oplopen tot 4.500.000 dollar. Een belangrijk deel ging op aan de decors die door Rolf Gerard werden ontworpen en gebouwd. Gerard streefde geen historische betrouwbaarheid na, maar bouwde een soort abstract toneeldecor met gigantische zuilen, beelden, trappen, zuilengangen en veel koepels. Aan de andere kant waren de kostuums wel de 'vertrouwde' antieke uitmonsteringen van de eerste eeuw.

## Ontvangst
Hoewel de film aanvankelijk succesvol was in de bioscopen, was de kritiek niet mals. Men verweet regisseur Victor Saville en scenarist Lesser Samuels, die geen ervaring hadden met epische historische drama's dat men zich aan de film had vertild. Volgens de critici jaagt de film door het verhaal uit het boek heen en laat de kijker te vaak in het ongewisse over de te volgen verhaallijn. Zo raakt het in het boek zo belangrijke aspect van de strijd voor het bestaan van de jonge christelijke kerk volkomen ondergesneeuwd. De karakters worden zelden uitgewerkt en de acteurs lijken verloren in het toneelachtige decor. 'Een toneelstuk vermomd als film' was een veel gehoorde kritiek. Deels kwam dit voort uit de instructies van regisseur Saville die zijn acteurs vroeg hun teksten uit te spreken als toneelacteurs in een stuk van Shakespeare. Paul Newman die als method acteur gewend was om veel minder toneelachtig te werk te gaan raakte hierdoor verstrikt in zijn eigen teksten. Een criticus schreef zelf smalend dat Newman klonk als de conducteur in de metro die de haltes afroept. Newman had dan ook veel spijt dat hij de rol had geaccepteerd. Zeker toen de film later in de bioscopen wegzakte en de kosten niet werden terugverdiend. Hij zou zich pas in 1956 rehabiliteren met zijn rol van Rocky Graziano in Somebody Up There Likes Me. Het instinct van James Dean had hem niet bedrogen. The Silver Chalice flopte, terwijl Dean een ster werd met East of Eden. Newman zou nog jarenlang een wrok tegen de film meedragen. Toen in 1966 de film op televisie werd uitgezonden, had Newman van tevoren een advertentie laten plaatsen in de krant om zich te verontschuldigen voor zijn spel. Zijn verzoek om niet naar de film te kijken, had echter een onverwacht effect. Er keken nu zoveel mensen dat de film de hoogste kijkcijfers kreeg.

## DVD
De film werd in 2009 in de VS uitgebracht op DVD.